# Mary-Ann Schreurs
Mary-Ann Schreurs (Amsterdam) is een Nederlands politica. Van 2014 tot 2018 was zij wethouder van Innovatie en Design, Cultuur en Duurzaamheid in Eindhoven. Van 2018 tot 2022 was zij weer raadslid in Eindhoven.
Ze is afgestudeerd in theoretische chemie aan de Vrije Universiteit Amsterdam. Van 1994 tot 2002 en 2006 tot 2010 was ze lid van de Eindhovense gemeenteraad. Tot aan haar benoeming tot wethouder was ze co-initiator van (Europese) innovatieprojecten verbonden aan design. In de periode 2002-2006 was ze wethouder Ruimtelijke Ordening in de gemeente Eindhoven. In de periode 2010-2014 was ze wethouder Cultuur, Innovatie en Openbare Ruimte.
Van mei 2014 tot mei 2018 maakte ze als eerste wethouder Design van Nederland deel uit van het college van burgemeester en wethouders in Eindhoven met in haar portefeuille innovatie, design, cultuur, monumenten en archeologie, duurzaamheid en milieu, groen, water en licht, roadmap educatie, bedrijfsvoering en P&O, NRE-terrein en Mariënhage. Schreurs was wethouder en raadslid namens D66. 
Sinds 25 maart 2019 ging ze, na een verschil van inzichten met de D66-fractie, onafhankelijk verder als raadslid.
Bij de gemeenteraadsverkiezingen in 2022 was ze medeoprichter en de nummer twee op de lijst van de lokale politieke partij Gewoon Eindhoven. De partij kreeg onvoldoende stemmen voor een zetel in de gemeenteraad, waarmee haar politieke carrière in Eindhoven op dit moment ten einde is.